# ActiveX

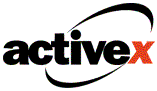
Logo

ActiveX is een framework voor het definiëren van herbruikbare softwarecomponenten op een programmeertaalonafhankelijke manier. De functionaliteit van de software kan vervolgens opgebouwd zijn uit één of meer componenten. ActiveX wordt vaak gebruikt in Windows, alhoewel de techniek ook gebruikt kan worden bij andere besturingssystemen.

## Geschiedenis
De techniek werd in 1996 geïntroduceerd door Microsoft als een ontwikkeling van de Microsoft-technologieën Component Object Model (COM) en Object Linking and Embedding (OLE). Sinds 2013 wordt ActiveX niet langer verder ontwikkeld. Microsoft Edge biedt geen ondersteuning meer voor het framework.

## Gebruik
Veel Windows-programma's gebruiken ActiveX-componenten om functies aan te bieden en eigen functionaliteit te ontsluiten, die vervolgens gebruikt kan worden in andere programma's. Onder meer de volgende Microsoft-software maakt gebruik van ActiveX: Internet Explorer, Microsoft Office, Microsoft Visual Studio en Windows Media Player. Internet Explorer staat tevens toe dat ActiveX-componenten ingesloten worden in webpagina's.